# حاج عمران
حاج عمران شهری در شهرستان چومان، استان اربیل در منطقه اقلیم کردستان می‌باشد.

## نام
پس از امضای قرارداد الجزایر، حکومت حزب بعث به رهبری صدام حسین سیاست تعریب را در قبال مناطق کردنشین عراق تشدید کرد، ‌و به این منظور نام حاج عمران به النصر تغییر یافت.
این شهر در نزدیکی مرز ایران و عراق واقع شده است و هنگام جنگ ایران و عراق در سال ۱۳۶۲ پس از عملیات والفجر ۲ این شهر برای مدتی به تصرف نیروهای ایرانی و نیروهای کرد مورد حمایت ایران درآمد.
ارتفاعات حاج عمران محل شهادت شهید محمود کاوه در عملیات کربلای ۲ و شهید علیرضا امینی و تعدادی از همرزمانش در عملیات فتح ۵  و بیش از ۳۰۰ رزمنده لرستانی در سال ۱۳۶۵ در عملیات موسوم به حاج عمران که به کشته شدن شمار زیادی از فرماندهان سپاه ۵۷ لرستان از جمله درویشعلی شکارچی ، محمدی سپهوند ، روح اله سپهوند، علیراست پیرحیاتی و... منجر شد. 
این شهر در فاصله ۱۸۰ کیلومتری شمالشرقی از شهر اربیل و ۲۰ کیلومتری شرق چومان قرار گرفته شده است

### فارسی
- نادر انتصار (۱۳۹۳)، ملی‌گرایی قومی کردهای خاورمینه و معضلات کردهای ترکیه، ترجمهٔ طاهر سرحدی، سنندج: مترجم، شابک ۹۷۸-۶۰۰-۶۶۷۱-۰۵-۵